# Kolberger Stadtwald

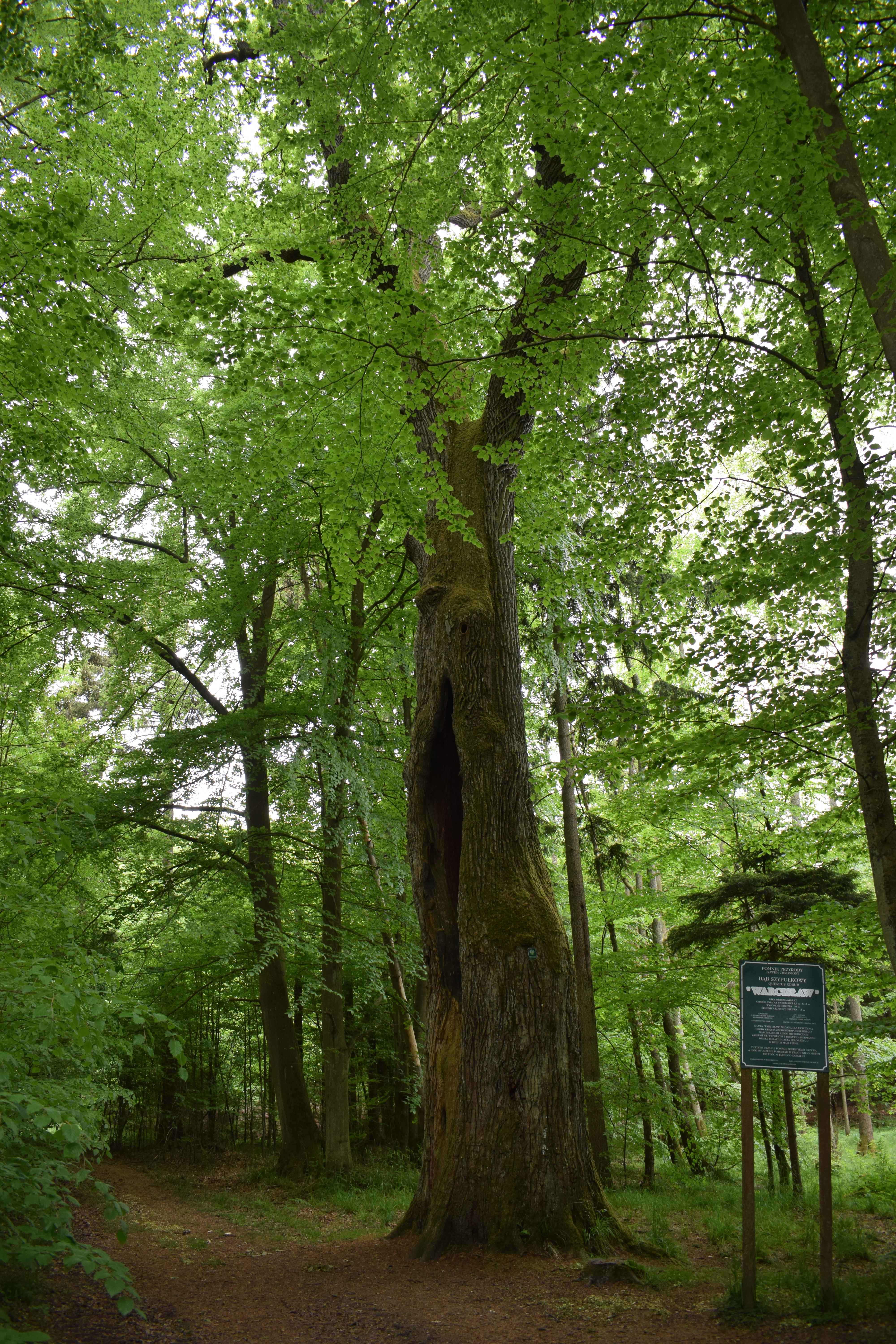
Warcisław-Eiche im Kolberger Stadtwald, 2017

Der Kolberger Stadtwald (polnisch Las Kołobrzeski) ist ein beliebtes Ausflugsziel in der Umgebung von Kolberg.

## Geschichte
Der Kolberger Stadtwald geht auf das Forstgut Wickenberg zurück, dessen Gutsbesitz der größte Besitz im Kolberger Land war. Der Stadtwald wurde in deutscher Zeit zum begehrten Ausflugsziel. Neben dem Forsthaus Wickenberg befand sich im Gebiet die Forstliche Nebenstelle Schülerbrink und Malchowbrück.

## Lage und Charakteristiken
Das Gebiet liegt östlich der Stadt Kolberg zwischen Bodenhagen (heute: Bagicz) und Neutramm (heute Stramniczka) und der Bahnlinie nach Köslin. Nach Statistik von 1939 bestand das Gebiet aus 1781 ha Holzungen, 865 ha sogenanntem Unland und Wegeflächen, zu denen auch verbuschte und heideartige Flächen zählten. Auch 85 ha Wasserfläche und 987 ha Grünland, das auch Waldwiesen und anmoorige Flächen enthielt, waren ausgewiesen. Am westlichen Waldrand, Richtung Bullenwinkel (Mirocice) liegt der Heinrichshof. Im Stadtwald befindet sich das Lüttjes Moor (heute: Drzewiasta Bagno), nördlich davon der Schiefe Berg. Eine alte Eiche, früher Tausendjährige Eiche genannt, hat seit der polnischen Übernahme des Landes die politisch opportune Bezeichnung Bolesław-Eiche, eine etwas jüngere Eiche ist Warcisław-Eiche benannt. Die Forsthäuser Schülerbrink und Malchowbrück bestehen heute nicht mehr.

## Bodenverhältnisse und Vegetation
Auf dem vorwiegend sandigen Boden wachsen fast alle heimischen Holzarten. Die Nähe des Meeres geben Buche, Esche, Erle, und Ahorn guten Lebensraum, wobei aber Buche dominiert. Aber auch Fichte, Lärche, Douglasie wachsen hier gut.